# Edoardo Gabbriellini
Edoardo Gabbriellini est un acteur et réalisateur italien né le 16 juillet 1975 à Livourne (Italie).

## Filmographie partielle

### Comme acteur
- 1997 : Ovosodo : Piero à 18 ans
- 1999 : Baci e abbracci : Alessio
- 2002 : Padri (TV)
- 2003 : B.B. e il cormorano : Mario
- 2003 : Ora o mai più : Luca
- 2007 : Ciao Stefano (Non pensarci) : Luca - il chitarrista dei 'Lager'
- 2008 : Il mattino ha l'oro in bocca : Gianfranco Monti
- 2008 : Tutta la vita davanti de Paolo Virzì : Roberto
- 2009 : Amore (Io sono l'amore) : Antonio Biscaglia
- 2014 : L'affaire Jessica Fuller : Roberto

### Comme réalisateur

#### Au cinéma
- 2003 : B.B. e il cormorano
- 2012 : Padroni di casa
- 2018 : Kemp (documentaire)
- 2023 : Holiday

#### À la télévision

##### Série télévisée
- 2016 : Dov'è Mario?